# Атанас Липчев
Атанас Бойчев Липчев е български писател романист. Придобива популярност след издаването на романа му „Тихият бял Дунав“.

## Биография
Атанас Липчев е роден на 6 февруари 1951 г. във Варна.
Завършва българска филология в Шуменския университет „Епископ Константин Преславски“, специалност „Българска филология“. По разпределение попада на работа като учител в с. Старо Оряхово. По това време в местния и централния печат излизат първите му разкази. Особено важно значение в този период за него имат поощрението и помощта на поетите Владимир Левков и Валери Станков.
През 1981 г. започва работа като редактор във варненския Икономически университет. Това остава последната щатна длъжност, която заема през живота си. Причина за това са мълчаливите репресивни действия на властта, свързани с произхода му. (След 9 септември 1944 г. дядото на писателя лежи 2 години в затвора за несъгласието му с колективизацията на селското стопанство.)
През 1986 г. в издателство „Български писател“ излиза първата му книга – сборникът с разкази „Вълча любов“. Дотогава книгата е връщана 4 пъти от варненското издателство „Георги Бакалов“ под претекст, че съдържа дребнобуржоазни разкази, които „не утвърждават ценностите на социалистическия начин на живот“. Първоначалните отзиви за книгата са положителни, но впоследствие вестник „Литературен фронт“ излиза с унищожителна рецензия на критика Георги Цанков, която определя следващия период от живота на писателя.
След излизането на прословутия Указ № 56 от 1989 г. известно време кара такси и опитва късмета си в различни бизнес начинания: занимава се с ресторантьорство, открива магазин за конфекция. След няколко неуспеха в бизнеса се заема с професионален риболов. Връща се към писането през пролетта на 2003 г. и през следващата година издава първата чест на романа си „Тежки пари“.
Следва „Тихият бял Дунав“ – знаково произведение за лагерите край Белене. Книгата става причина отново да се заговори за писателя, а президентът Петър Стоянов ѝ прави представяне в парламента. Издава още 4 романа.
До края на живота си е председател на Сдружението на писателите във Варна. Носител на награда „Варна“ за 2010 г.
Почива от масиран сърдечен удар навръх рождения си ден през 2010 г.